# Fantomele se grăbesc
Fantomele se grăbesc este un film românesc din 1966 regizat de Cristu Polucsis. Rolurile principale au fost interpretate de actorii György Kovács, Ana Széles, Ion Besoiu.

## Distribuție
Distribuția filmului este alcătuită din:
- George Mărutză — Col. Aldea
- Ioana Ene
- Ecaterina Popescu
- Simion Negrilă
- Ioana Bulcă — Lola Cincu
- Geo Barton — Griff
- Haralambie Polizu
- Ion Besoiu — Andrei Munteanu
- Jeanine Stavarache
- Armand Stambuliu
- Mihai Balaban
- Marcela Dobrescu
- Titus Lapteș
- Ana Széles — Paula
- Viora Rendis
- Sorin Balaban
- Vasile Florescu — Andy Mărculescu
- Jean Reder
- Ion Anghel
- Sebastian Papaiani — Slt. Mihai
- Zephi Alșec — Tiller
- György Kovács — Tribon
- Andrei Bursaci
- Draga Olteanu-Matei
- Ion Petratu
- Colea Răutu — Maiorul Dima

## Primire
Filmul a fost vizionat de 2.648.426 de spectatori în cinematografele din România, după cum atestă o situație a numărului de spectatori înregistrat de filmele românești de la data premierei și până la data de 31 decembrie 2014 alcătuită de Centrul Național al Cinematografiei.